# Ascanio Celestini
Ascanio Celestini (Roma, 1º giugno 1972) è un attore teatrale, regista cinematografico, scrittore e drammaturgo italiano.

## Biografia
(Ascanio Celestini, Il paradiso a colori)
Nato e cresciuto a Roma, figlio di Gaetano Celestini, di professione restauratore di mobili nel Quadraro, e di Piera Comin di Torpignattara, in gioventù parrucchiera, Ascanio Celestini trascorre la sua gioventù nel quartiere periferico di Casal Morena. Consegue la maturità classica nel 1991.
Dopo gli studi universitari in lettere con indirizzo antropologico, alla metà degli anni novanta si avvicina al teatro collaborando, in veste di attore, ad alcuni spettacoli del Teatro Agricolo O del Montevaso, tra cui Giullarata dantesca (1996-1998), rilettura dell'Inferno di Dante alla maniera dei comici dell'Arte e La chiamai Poderosa (1997) sulla vita di Ernesto Che Guevara. In quel periodo entra in contatto con Gaetano Ventriglia e Eugenio Allegri.

## Teatro

### 1998-2009
Dopo gli anni con il Teatro Agricolo O del Montevaso, nel 1998, insieme a Gaetano Ventriglia, Celestini scrive, interpreta e dirige il suo primo spettacolo, Cicoria. In fondo al mondo, Pasolini. Lo spettacolo racconta di un padre (interpretato da Celestini) e un figlio (interpretato da Ventriglia) che compiono un viaggio da Foggia a Roma, parlando e mangiando cibi poveri come il pane e le cipolle, sullo sfondo di un mondo descritto in stile pasoliniano: un viaggio che si connota come iniziazione alla morte, attraverso i racconti che il padre rivolge al figlio.

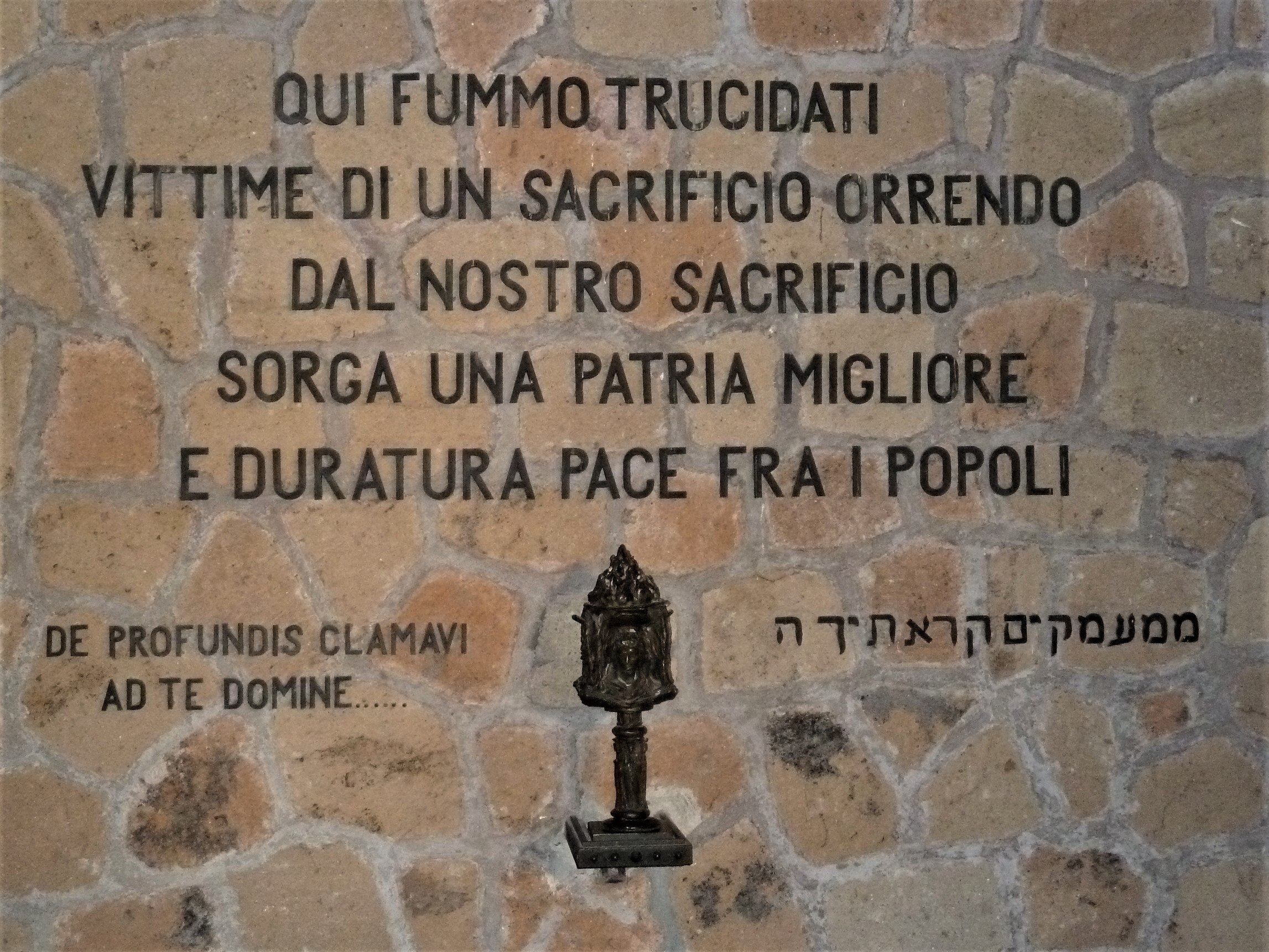
L'eccidio delle Fosse Ardeatine è il tema dello spettacolo Radio clandestina (2000).

Tra il 1998 e il 2000 scrive la trilogia Milleuno, basata sulla narrazione di tradizione orale: ne fanno parte Baccalà (il racconto dell'acqua), Vita, Morte e Miracoli e Milleuno, la fine del mondo. In Milleuno Celestini rievoca la memoria orale di chi vive ai margini della capitale romana a metà del XX secolo. Con i musicisti Gianluca Zammarelli e Matteo D’Agostino, che lo accompagnano con le loro musiche durante gli spettacoli, fonda la compagnia Agresta, impegnata anche nel recupero di suoni e strumenti della musica tradizionale di numerose regioni italiane.
Nel 2000 scrive e interpreta Radio clandestina (2000), spettacolo teatrale sull'eccidio delle Fosse Ardeatine che trae spunto dal libro L'ordine è già stato eseguito di Alessandro Portelli; due anni dopo seguono Cecafumo (2002), una raccolta di fiabe della tradizione popolare italiana e Fabbrica (2002), ispirata a La penna di hu di Italo Calvino, in cui la voce narrante di un operaio anonimo racconta la storia di una fabbrica, attraverso tre generazioni di lavoratori, dalla fine del XIX secolo alla dismissione industriale degli anni '80-'90.
Nel 2003 scrive Le nozze di Antigone, collocato in un contesto sottoproletario romano e interpretato dall'attrice Veronica Cruciani.
Scemo di guerra. 4 giugno 1944, presentato alla Biennale di Venezia del 2004, narra le vicende personali del padre dell'autore, sullo sfondo dell'ingresso degli americani a Roma e del secondo conflitto mondiale. La pecora nera. Elogio funebre del manicomio elettrico (2005), nato dall'esperienza di tre anni di lavoro di ricerca sul campo e di raccolta di interviste di psichiatri, infermieri, operatori di ex manicomi e ospedali psichiatrici italiani, tra cui quello di Santa Maria della Pietà a Roma, racconta la storia di Nicola, un malato psichiatrico rinchiuso per circa trent'anni in manicomio.
Nel 2006 Celestini debutta con lo spettacolo Appunti per un film sulla lotta di classe, nato da interviste ai precari di un call center romano, cui farà seguito nel 2009 il testo letterario Lotta di classe, vincitore nel 2009 del Premio Volponi dedicato alla letteratura di impegno civile.
Nel settembre 2009, su richiesta di ARCI e Feltrinelli, promotori della campagna nazionale Il razzismo è una brutta storia, mette in scena uno spettacolo dal titolo omonimo, presentato a Viterbo, basato sul suo repertorio di racconti di ordinaria intolleranza, razzismo e discriminazione, sottolineando la matrice economica e sociale, oltre che biologico/etnica, di questi fenomeni.

### 2010-2020
Nella stagione 2011-2012 mette in scena lo spettacolo teatrale Pro Patria, una produzione del Teatro Stabile dell'Umbria. Attraverso il protagonista, un condannato all'ergastolo, Celestini si rivolge al passato della storia italiana, rileggendo il Risorgimento e le vicende della Repubblica Romana del 1849, e al presente, affrontando il tema del carcere e della brutalità della detenzione.
Nel maggio 2011 partecipa a Musica da Bere ricevendo la Targa premio della manifestazione.

Nel 2013 è la volta di Discorso alla nazione, Studio per uno spettacolo presidenziale, che propone diversi e comuni personaggi della contemporaneità, con i quali inizialmente lo spettatore tende a identificarsi, e che sono invece usati per blandirlo e fungere da specchio per rivelare l’indifferenza sociale, l’egoismo, la violenza della parola e "la propria debolezza nei confronti delle seduzioni di chi governa".

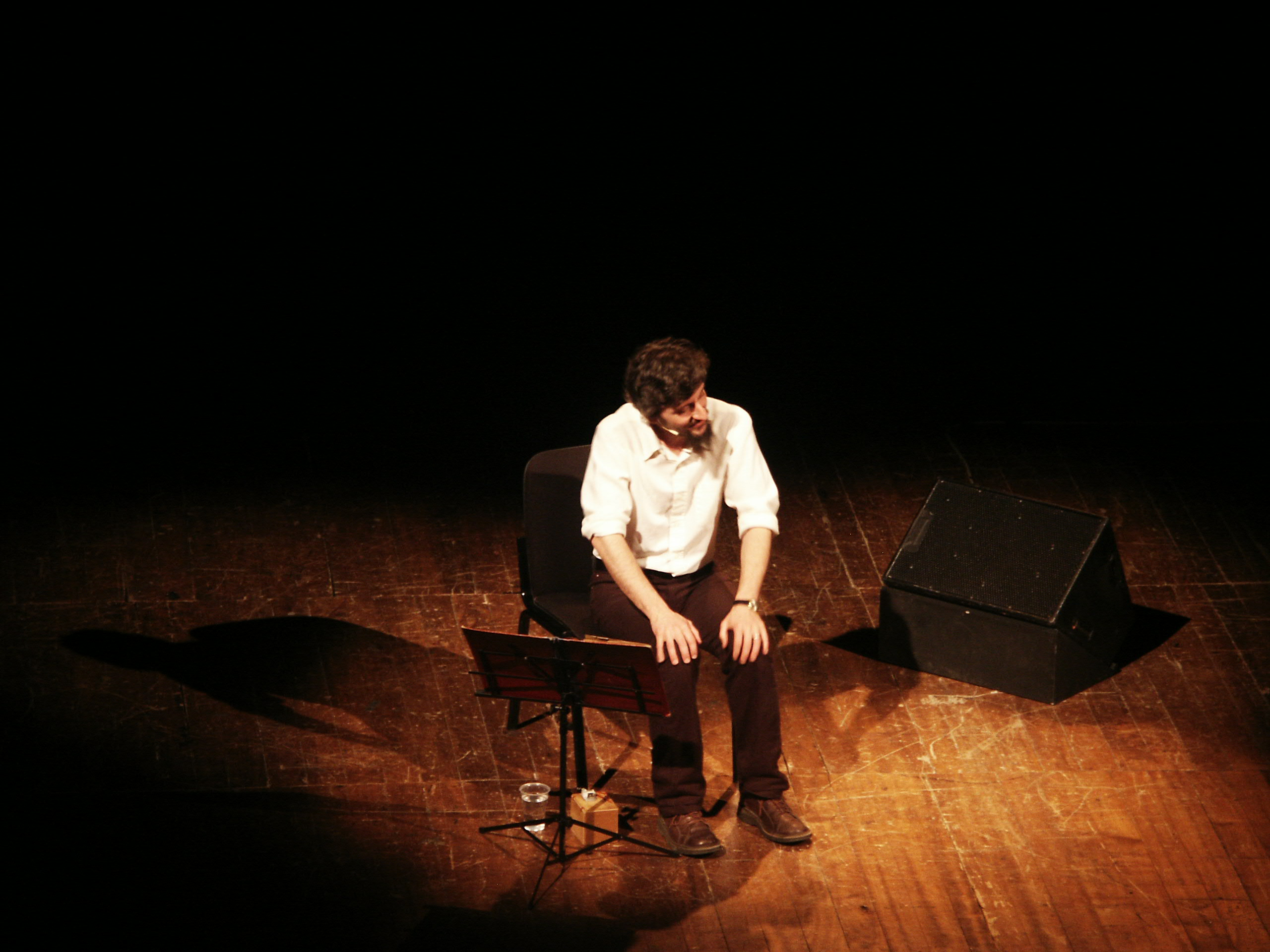
Ascanio Celestini in scena al Teatro della Corte di Genova.

Lo spettacolo Laika, in prima a Roma nel 2015, pone il quesito di come sarebbe, cosa farebbe e cosa penserebbe Gesù se tornasse tra noi, seguendone le reazioni dopo la sua discesa sulla terra in veste di osservatore ma obbligato a servirsi, perché cieco, degli occhi di Pietro, entrambi catapultati in un monolocale di periferia, con vista sul parcheggio di un supermercato. Nell'ottobre 2017 al Teatro Vittoria di Roma presenta per Romaeuropa Festival lo spettacolo Pueblo, ideale prosecuzione di Laika, ambientato nel supermercato, nel bar e nelle strade di asfalto di una periferia popolata da barboni, prostitute, commesse, zingari, giocatori d’azzardo.
Dall’estate del 2018 porta in scena Ballata dei senza tetto, un altro dei suoi “lavori in corso” nel quale mescola personaggi e racconti di Laika, Pueblo e frammenti dello spettacolo che andrà a chiudere la trilogia.
A marzo del 2019 pubblica per Einaudi il libro Barzellette, la storia di un ferroviere che passa metà della sua vita lavorativa in una stazione terminale e l’altra metà in viaggio per il mondo. La sua principale missione è riempire un brogliaccio di barzellette. Le deve raccontare al suo capostazione al proprio ritorno, ma non può tornare fino a quando non riuscirà a trovare la risposta a un indovinello (qual è il punto più alto per far cadere un uovo su un piano d’acciaio senza romperlo), oltre che un vestito buono per la propria sepoltura.
Nel novembre dello stesso anno va in scena lo spettacolo omonimo, in cui accanto a un campionario vario e dissacrante di barzellette, accompagnato dalla musica di Gianluca Casadei, l'autore narra la vicenda dell’anarchico Giuseppe Pinelli, anche lui ferroviere, e l'immagine del treno in viaggio riporta alla memoria i treni partiti per i campi di sterminio e, in anni più recenti, la strage del treno Italicus.

### 2022-

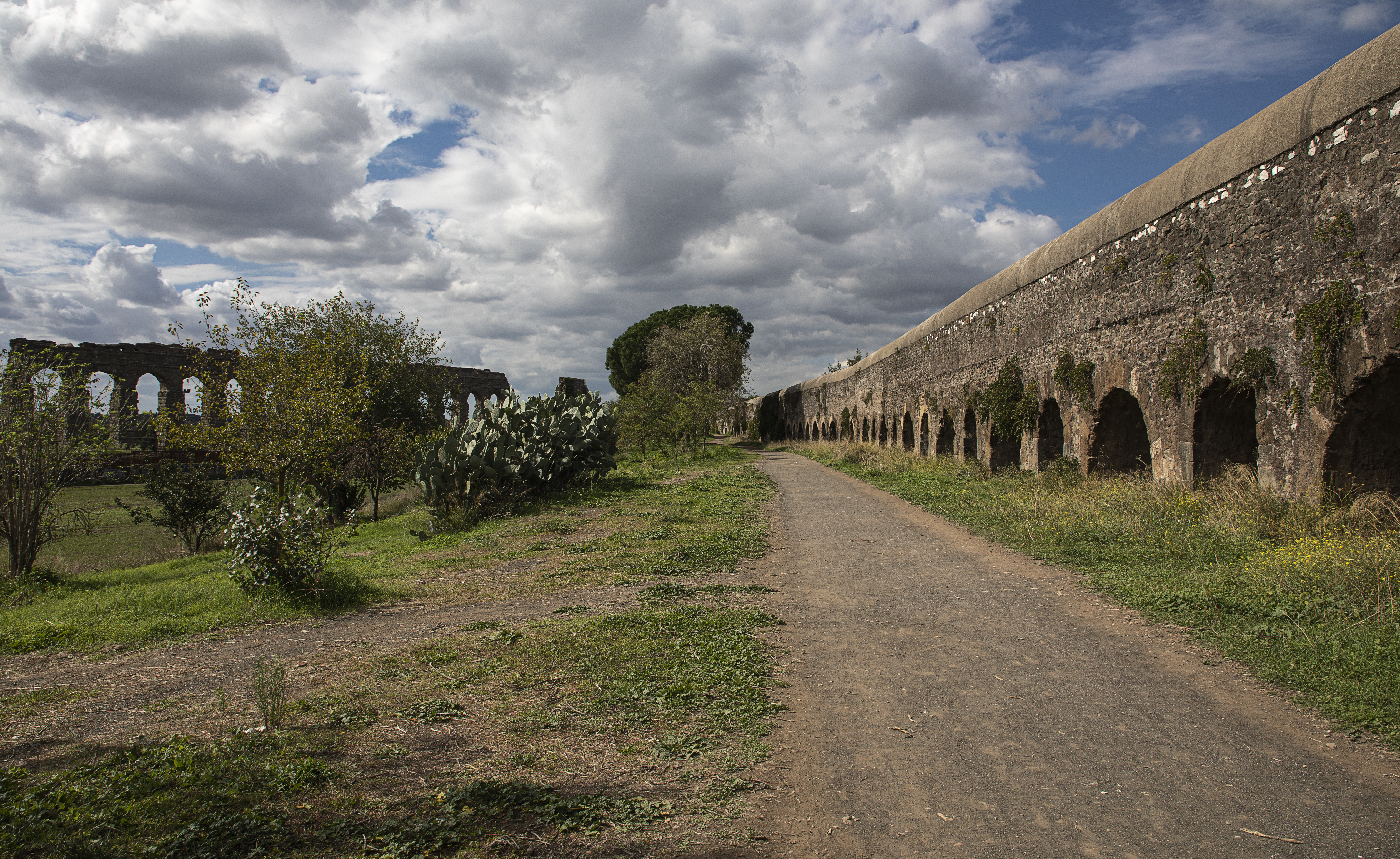
Parco degli Acquedotti, Roma, dove nel 2022 si è svolto lo spettacolo Museo Pasolini.

Dopo l'interruzione dell'attività teatrale dovuta al diffondersi della pandemia, nel 2022, in occasione del centenario della nascita di Pasolini, cui fin dal suo esordio Celestini ha reso omaggio, debutta nel Parco degli Acquedotti di Roma Museo Pasolini, "un museo immaginato attraverso le testimonianze di uno storico, uno psicoanalista, uno scrittore, un lettore, un criminologo, un testimone che l'hanno conosciuto". Come racconterà Celestini, il Museo è costruito sul suggerimento offerto da Vincenzo Cerami: “Se noi prendiamo tutta l’opera di Pasolini dalla prima poesia che scrisse quando aveva sette anni fino al film Salò, l’ultima sua opera, noi avremo il ritratto della storia italiana dalla fine degli anni del fascismo fino alla metà degli anni ’70. Pasolini ci ha raccontato cosa è successo nel nostro Paese in tutti questi anni”.
La vita di Pasolini, definito durante l'intero spettacolo "il Poeta", viene raccontata in parallelo alle vicende che hanno caratterizzato la storia italiana, con l'aiuto di "cinque pezzi immateriali" custoditi nel Museo: la poesia che Pasolini scrisse alla madre nel 1929, quando aveva sette anni; il cimitero di Casarsa in cui è stato sepolto; una pagina di giornale che annuncia l’invasione sovietica in Ungheria; la strage di piazza Fontana; il suo corpo ucciso e martoriato.
L'anno dopo, nel 2023, va in scena Rumba - L'asino e il bue, nel quale l'evocazione della figura e della storia di Francesco d'Assisi, che nella notte del Natale 1223 allestì il Presepe di Greccio, composto solo di un bue, un asino e una mangiatoia (di cui ricorreva, nell'anno di debutto dello spettacolo, l'ottavo centenario), conduce a riflettere su come il santo avrebbe vissuto la povertà, la pace e la fratellanza nell’Italia contemporanea.

## Radio, TV, cinema, musica

### Radio e TV
Dal 2001 Celestini avvia un rapporto di collaborazione con Rai Radio 3, realizzando un programma radiofonico in venticinque puntate sulla fiaba, dal titolo Milleuno. Racconti Minonti Buffonti e quattro edizioni di Bella Ciao, sul tema del lavoro e della Resistenza, proponendo una serie di interviste a lavoratori precari, operai, contadini e reduci di guerra.
Sempre nell'ambito radiofonico, diverse sono state le sue collaborazioni con Radio Onda Rossa.
Per diversi anni a partire dal 2006 partecipa alla trasmissione di Rai 3 Parla con me, condotta da Serena Dandini. La collaborazione con la conduttrice e autrice romana continua nel 2012 con la partecipazione a The Show Must Go Off, in onda su LA7.

### Cinema
Nel 2006 partecipa come attore, nel ruolo di Padre Cavalli, al film Mio fratello è figlio unico di Daniele Luchetti. Nel 2007 gira il documentario Parole Sante che racconta la vicenda di un collettivo autorganizzato di lavoratori precari dell'Atesia, all'epoca il più grande call center italiano con sede nel quartiere di Cinecittà a Roma. Il documentario viene presentato al Festival internazionale del film di Roma nella sezione Extra.

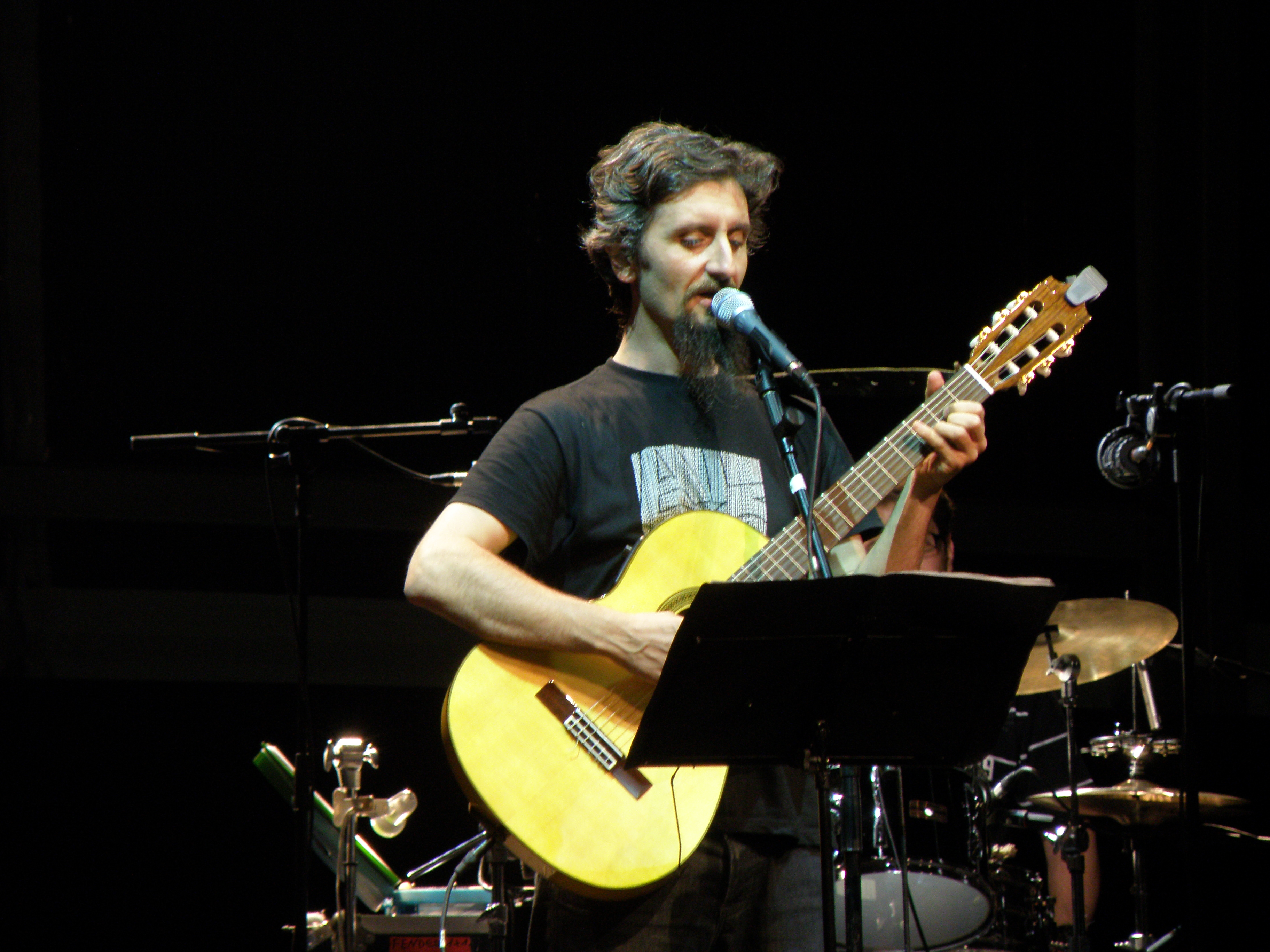
Ascanio Celestini con lo spettacolo Parole Sante a Villa Arconati.

Il 15 marzo 2010 a Roma inizia le riprese del film La pecora nera prodotto da Alessandra Acciai, Carlo Macchitella e Giorgio Magliulo, opera prima tratta dall'omonimo suo libro che è stato anche uno spettacolo teatrale sull'istituzione manicomiale. Il film è in concorso alla 67ª Mostra internazionale d'arte cinematografica di Venezia dove vince il Premio fondazione Mimmo Rotella e al festival Annecy cinéma italien, durante il quale gli è assegnato il Premio Speciale della Giuria. Ottiene il premio come migliore interpretazione maschile nella XXVIII edizione del Sulmonacinema Film Festival (dicembre 2010), il Ciak d'oro come Miglior Opera Prima (giugno 2011) e al Bobbio Film Festival 2011 il Premio "Gobbo d'oro" al Miglior Film (agosto 2011). Celestini è inoltre candidato come Miglior Regista Esordiente al Nastro d'argento (giugno 2011).

### Musica
Nel 2007 esce il suo primo disco, anch'esso intitolato Parole sante, in cui sono raccolte le canzoni presentate negli spettacoli, nel documentario e alcuni inediti. Il disco ha ricevuto nel 2007 il Premio Ciampi come Miglior debutto discografico dell'anno e il Premio ARCI Dalla parte Buona della Musica.

## Attività internazionale
Dal 2003 il teatro di Celestini raggiunge il Belgio e la Francia. Chiamato da Jean-Louis Colinet, il drammaturgo partecipa al festival internazionale di Liège con Fabbrica e La Fine del mondo, nel 2005 mette in scena Scemo di guerra e Cecafumo, due anni dopo Pecora nera, che fa vincere all'attore protagonista Angelo Bison il Prix du Théâtre per il migliore monologo.

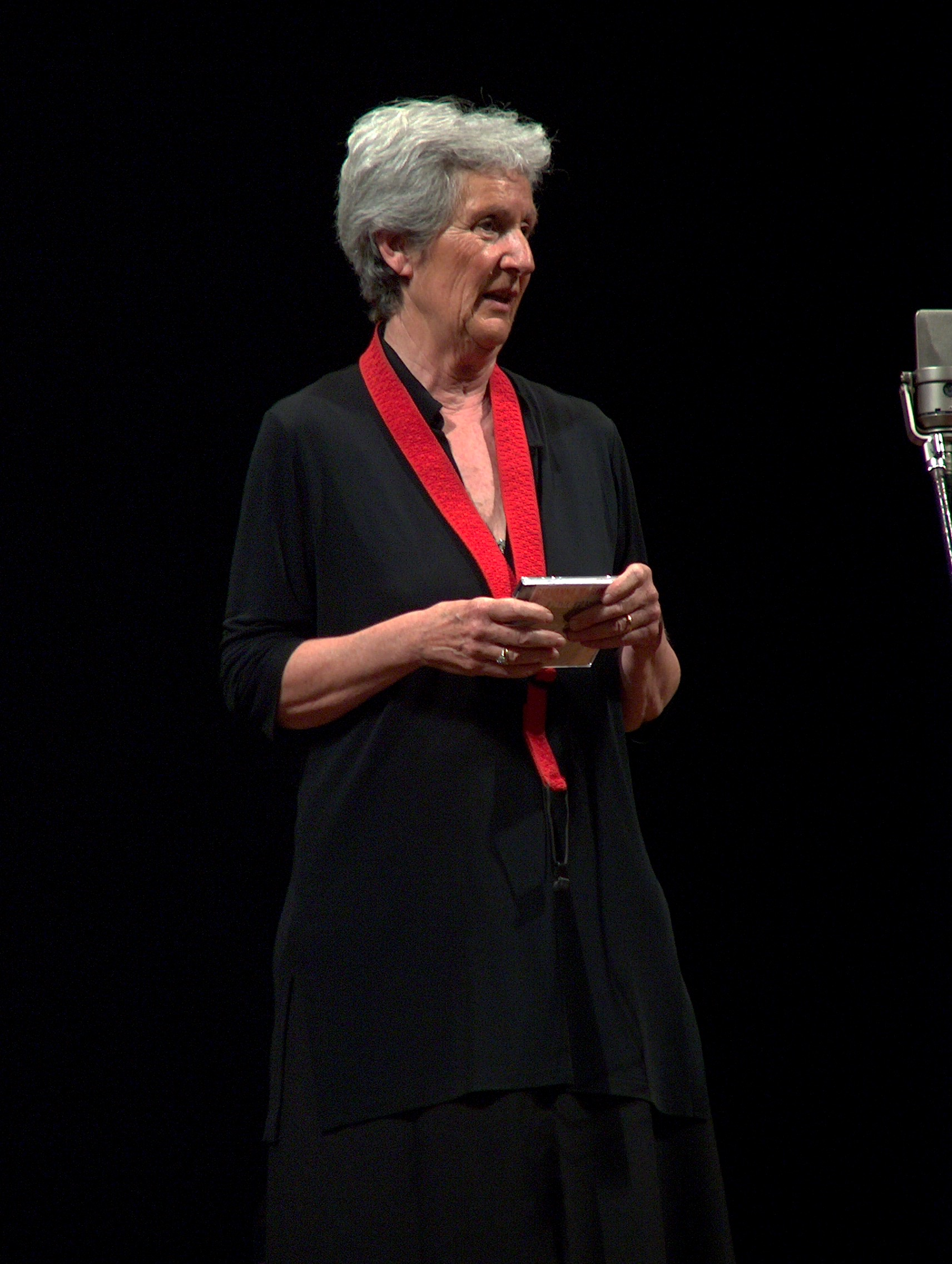
La cantautrice Giovanna Marini, con le sue canzoni e le sue storie ha collaborato con Celestini in alcuni spettacoli.

Nel settembre 2007 debutta a Bruxelles con la nuova versione di Appunti per un film sulla lotta di classe, uno spettacolo centrato sulle condizioni del lavoro precario in Italia, presentato tra maggio e giugno 2006 al Piccolo Teatro di Milano.
Nell'agosto del 2008, in Francia, partecipa come unico autore italiano al progetto Traits d'union presentato al festival internazionale del teatro La Mousson d'été con il testo Fabbrica, che viene messo in scena a Parigi nel 2010 nella traduzione e regia di Charles Tordjman e musica di Giovanna Marini.
Per la giornata della memoria, il 27 gennaio 2009, presenta a Parigi nelle sale dell'Istituto Italiano di Cultura l'installazione Oggetti smarriti e nello stesso periodo al théâtre de l'Odéon viene letto in francese il suo testo Radio clandestina (Radio clandestine, mémoires des fosses ardéatines), con protagonista l’attore Charles Berlin, la regia di Dag Jeanneret e le musiche di Gérard Chevillon.
Nel 2012 Luciano Travaglino del Théâtre de la Girandole di Montreuil mette in scena Lutte de classes e Récits d’un fracassé de guerre. Dal 2015 il Cabaret Satirique di Renata Antonante, Lucas Lemauff e Pablo Seban sceglie i racconti di Ascanio per lo spettacolo politico All’Arrabbiata per la regia di Olivier Marchepoil.
Nel 2013 prende avvio la collaborazione internazionale più importante: grazie a Jean-Louis Colinet Celestini incontra l'attore belga David Murgia che, con il testo originale tradotto da Patrick Bébi, debutta in Discours à la Nation con enorme successo, vincendo il premio come miglior monologo belga, premio del pubblico al Festival d'Avignone e una nomination ai prestigiosi Prix Molière. Sempre con Murgia porta in scena con successo al Théâtre du Rond-Point di Parig Laika (2018), pièce che prende il nome dall'episodio della "cagnetta proletaria" inutilmente sacrificata nel lancio spaziale dai sovietici nel 1957.
Nel 2017 realizza lo spettacolo Dépaysement. Prodotto dal Théâtre National Wallonie-Bruxelles con il Festival de Liège e il Théâtre La Cité / Marseille, dopo il debutto a Liège, sarà ospitato per tre settimane al Théâtre du Rond-Point di Parigi. Oltre a Ascanio, tradotto dal vivo da Patrick Bebi, sono in scena Violette Pallaro e il musicista Gianluca Casadei.
Nel settembre 2020 debutta in Belgio al Théâtre de Namur lo spettacolo Pueblo, la seconda parte della trilogia iniziata con Laika, con David Murgia e il musicista Philippe Orivel.

## Altre attività
Tra il 2005 e il 2007 Celestini scrive nella rubrica Viaggi della Memoria, supplemento del quotidiano La Repubblica, raccontando, in maniera spesso surreale, i luoghi che conosce attraverso le sue tournée.
Nel 2004, 2005, nel 2006, nel 2008 e nel 2011 partecipa al Concerto del Primo Maggio a Roma. Nel 2024 partecipa alla Giornata Internazionale dei lavoratori a Formigine con un monologo sul tema del lavoro.

## Temi e stile
Celestini è annoverato tra i principali esponenti della cosiddetta seconda generazione del teatro di narrazione, il cui avvio si fa in genere coincidere con il teatro di Dario Fo, in cui l'attore-narratore, di solito solo sulla scena e accompagnato da scarni elementi scenici, si rende tramite e testimone di storie, vicende e narrazioni polifoniche, specie di impegno civile, raccolte attraverso il recupero di fonti orali e di altra documentazione.
I testi teatrali e il lavoro di costruzione drammaturgica di Celestini, come Radio Clandestina, Scemo di guerra, Fabbrica o La pecora nera, sono il frutto di interviste, "ricerche sul campo", raccolte dai protagonisti o dai testimoni di particolari eventi storici o sociali, integrati da informazioni tratte da giornali, libri o altre fonti: la cifra del suo teatro risiede nell'indagine antropologica. In una sua intervista del 2022, ricordando il mestiere del padre di restauratore di mobili, afferma di svolgere un'attività affine: "io prendo le storie degli altri e le restauro, per poi metterle in quello spazio pubblico, non più privato, che è il teatro. Questo faccio, il restauratore di storie."

Gli spettacoli di Celestini sono impostati sulla sottrazione: non ci sono personaggi, scenografia, movimento. Recita per lo più stando seduto e utilizzando un ritmo di narrazione quasi uniforme, privilegiando il romanesco come idioma comunicativo e connotativo, spesso con valenze simboliche.

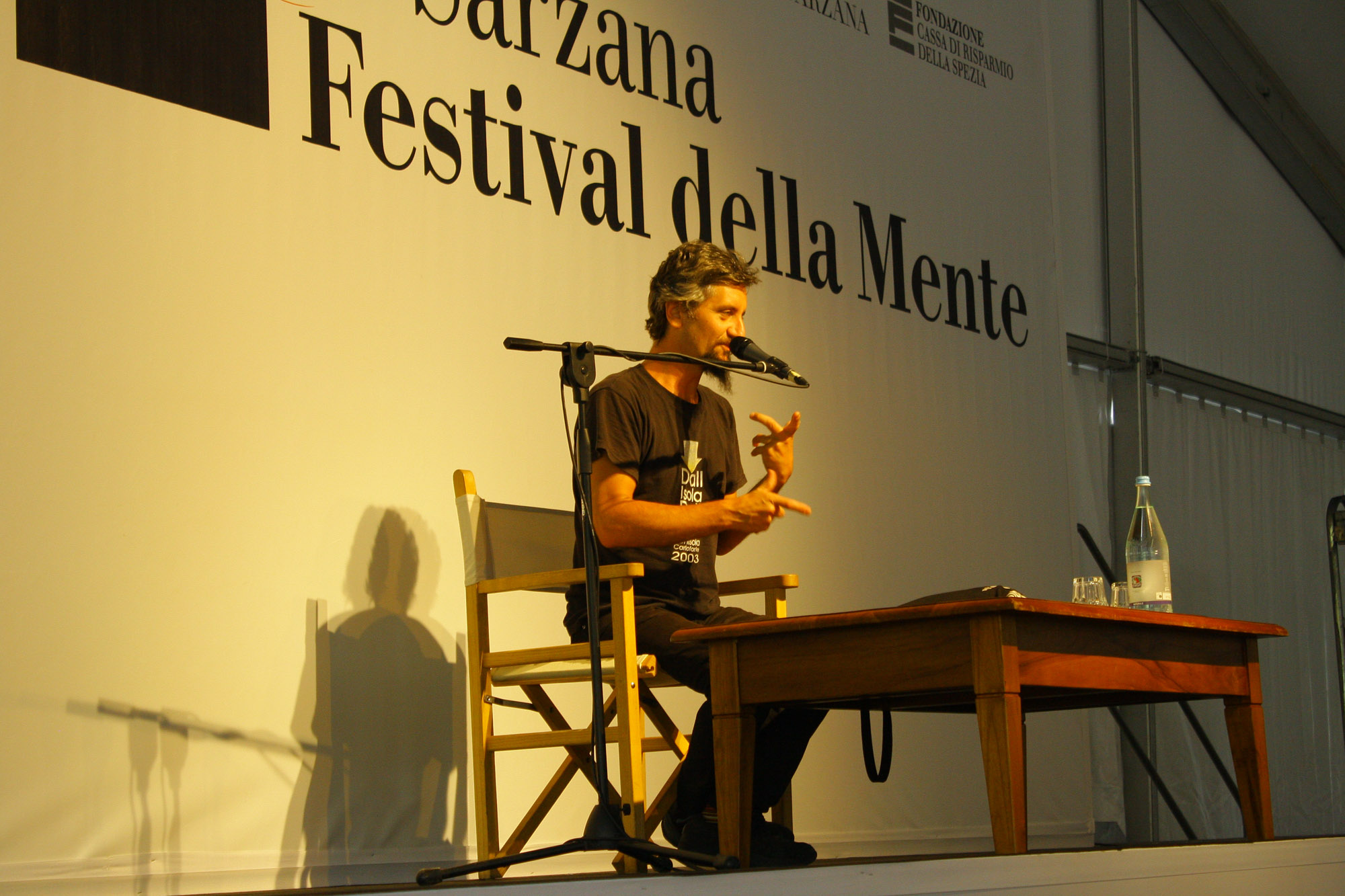
Ascanio Celestini al Festival della mente 2012.

La memoria ricostruita ed evocata, tuttavia, non è oggettiva o "neutra": Celestini afferma di non accettare più "l'idea che si possa raccontare la verità", seleziona i racconti, procede per segmenti, non segue una cronologia precisa né una continuità discorsiva, introduce una pluralità di voci e spesso riferimenti autobiografici, persegue delle finalità.
Rispetto alla prima generazione del teatro di narrazione, di "orazione civile" che intendeva svelare, attraverso la documentazione e la cultura orale, la verità celata, la seconda, di cui Celestini fa parte, pur mantenendo il fine "politico" di rappresentare un "punto di vista dal basso", sperimenta l'ibridazione dei testi e modalità narrative più articolate, vicine al genere narrativo classico del romanzo e del racconto, introduce l'elemento fantastico e grottesco che spesso sfida la fisionomia realistica dei suoi personaggi, supera "la standardizzazione dell’affabulazione per attore solista" e varca il confine tra "narrazione orale e opera letteraria propriamente detta".
Secondo Simone Soriani, la caratteristica del teatro di Celestini, basata sulla figura dell'attore affabulatore e sul rapporto di complicità e di condivisione con lo spettatore dei temi di impegno civile, nelle sue opere più recenti, come La fila indiana, Discorsi alla nazione, Barzellette avrebbe subito un cambiamento, avvertibile nel rifiuto della continuità e dell'intreccio consequenziale, dell'identità autore-narratore, verso una maggiore autonomia autoriale, con l'introduzione di elementi cabarettistici e di personaggi conflittuali che avanzano affermazioni "politicamente scorrette” che spiazzano lo spettatore; la denuncia dell’omologazione culturale, del conformismo, del razzismo e dell’intolleranza per il “diverso”, chiamano provocatoriamente in causa lo stesso pubblico.

### Celestini e Pasolini
(Ascanio Celestini in Museo Pasolini, citazione da Pasolini, Sesso, consolazione della miseria!)

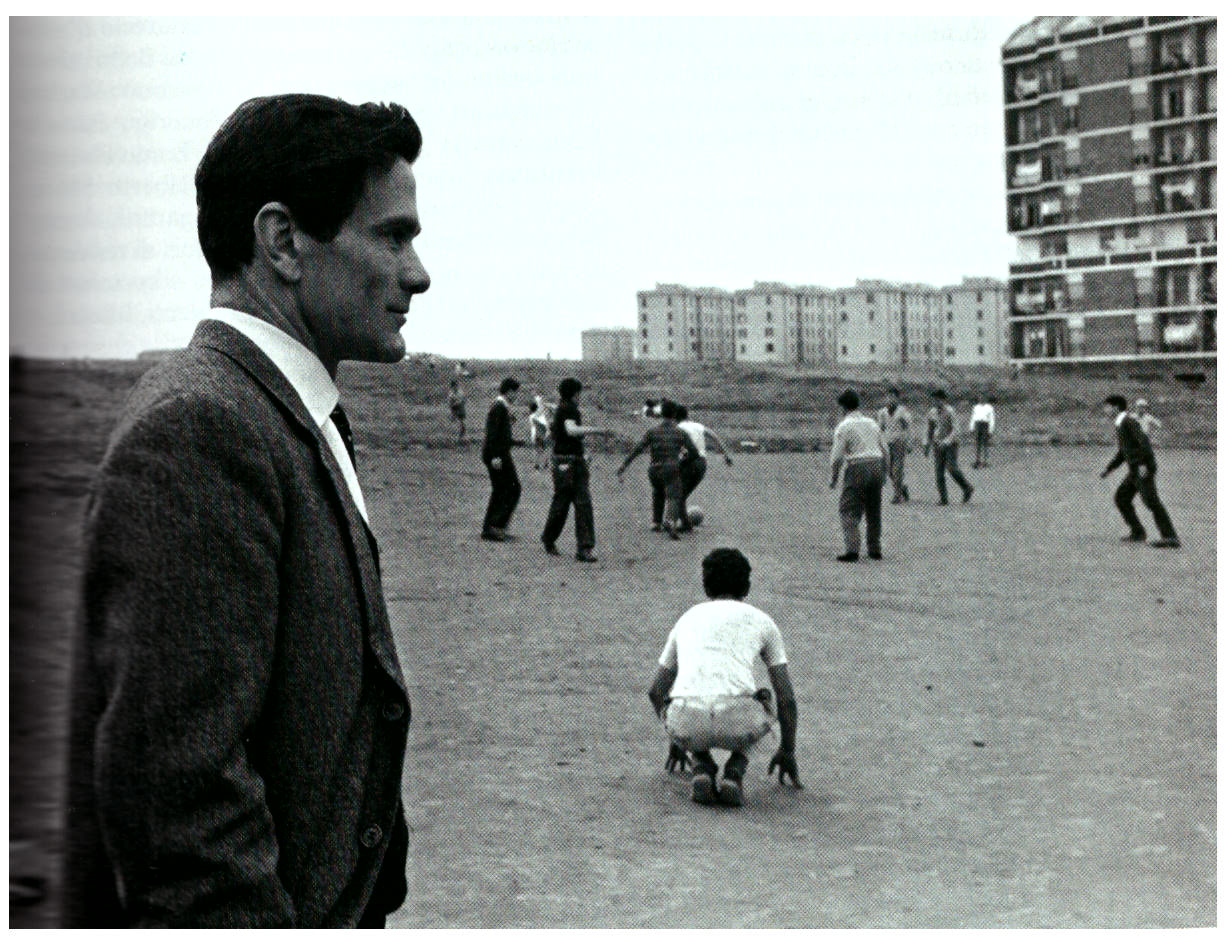
Pier Paolo Pasolini.

Il legame del teatro di Celestini con l'opera di Pasolini e l'attenzione posta alle periferie, agli esclusi e agli emarginati, al nuovo sottoproletariato, è evidente fin dal suo esordio nel 1998 con Cicoria. In fondo al mondo Pasolini, portato in scena con Gaetano Ventriglia, un dichiarato omaggio a Uccellacci e Uccellini e ad Accattone.
Ne reca traccia Radio clandestina, che si conclude con la voce di Pasolini che recita una poesia tratta da Le ceneri di Gramsci e trova il suo compimento nell'omaggio reso con lo spettacolo Museo Pasolini (2022), che Celestini ha fortemente voluto mettere in scena al Parco degli Acquedotti di Roma, fino ai primi anni settanta del Novecento popolato da migliaia di baracche degli "invisibili", per lo più migranti dal sud Italia, e protagonista di una vicenda di riscatto sociale promossa da don Roberto Sardelli, di cui Celestini raccolse le testimonianze attraverso le interviste a coloro che lo avevano conosciuto.
Oltre al tema delle periferie, delle borgate romane e dell'avvenuta "trasformazione antropologica", condivisi con Pasolini sono anche il tema della fine e della morte, presenti ad esempio in Cicoria e La pecora nera, come momento in cui si racconta il proprio passato e la vita è rievocata come un sogno, il disincanto, l'accostamento sacro-profano, e l'intervallarsi di un registro tragicomico.
In un'intervista, Celestini afferma che ciò che lo ha più affascinato di Pasolini è l'interesse per l'alterità: il suo primo scritto è in friulano, la lingua parlata dalla madre, ma che lui non ha scelto per la sua formazione; arrivato a Roma, dopo gli studi a Bologna, diventa punto di riferimento per gli sceneggiatori che usano lo slang delle borgate. Poi scrive due libri e dirige due film ambientati nella capitale, e altri collocati in altri epoche: "È continuamente rivolto all'altro", mentre non si fa che parlare di identità, definita da Celestini "una trappola".

## Teatrografia
- Cicoria. In fondo al mondo, Pasolini (1998)
- Baccalà, il racconto dell'acqua; Vita, morte e miracoli; Milleuno, la fine del mondo (1998-2000)
- Radio clandestina (2000)
- Cecafumo (2002)
- Fabbrica (2002)
- Scemo di guerra. Roma, 4 giugno 1944 (2004)
- La pecora nera. Elogio funebre del manicomio elettrico (2005)
- Live. Appunti per un film sulla lotta di classe (2006)
- Il razzismo è una brutta storia (2009)
- Pro patria (2012)
- Discorsi alla nazione (2013)
- Laika (2015)
- Pueblo (2017)
- Ballata dei senzatetto (2018)
- Barzellette (2019)
- Museo Pasolini (2022)
- Rumba - L'asino e il bue (2023)

## Pubblicazioni
- Cecafumo. Storie da leggere ad alta voce, Roma, Donzelli, 2002 (testo e CD audio), ISBN 9788879896870.
- Fabbrica. Racconto teatrale in forma di lettera, Roma, Donzelli, 2003 (testo e CD audio), ISBN 9788860361240.
- Storie di uno scemo di guerra. Roma, 4 giugno 1944, Torino, Einaudi, 2005, ISBN 9788806170899.
- Radio Clandestina. Memoria delle Fosse ardeatine, con un'introduzione di Alessandro Portelli, Roma, Donzelli, 2005 (testo e DVD), ISBN 9788879899208.
- Ascanio Celestini, Gaetano Ventriglia, Cicoria : del teatro di Ascanio Celestini e di Gaetano Ventriglia; con il testo dello spettacolo Cicoria, In fondo al mondo, Pasolini di Ascanio Celestini e Gaetano Ventriglia, a cura di Simone Soriani, Corazzano, Titivillus, 2006, ISBN 88-7218-142-9.
- Scemo di guerra, Torino, Einaudi, 2006 (testo e DVD), ISBN 88-06-18129-7
- La pecora nera. Elogio funebre del manicomio elettrico, Torino, Einaudi 2006, ISBN 9788806184018.
- Lotta di Classe. Torino, Einaudi, 2009, ISBN 9788806194987.
- Io cammino in fila indiana, Torino, Einaudi, 2011, ISBN 9788806205249.
- Pro patria. Torino, Einaudi, 2012, ISBN 9788806213633.
- Un anarchico in corsia d'emergenza, con Laura Gargiulo, Bari, Laterza, 2015, ISBN 9788858117569.
- Ascanio Celestini, Giovanni Albanese, L'armata dei senzatetto, Roma, Contrasto, 2018, ISBN 978-88-6965-743-6.
- Barzellette. Torino, Einaudi, 2019. ISBN 9788858429938.
- Radio Clandestina. Memoria delle Fosse Ardeatine. Torino, Einaudi, 2020. ISBN 9788806245191.
- I parassiti: tre vite ai tempi del contagio, Torino, Einaudi, 2021, ISBN 9788858436776.

### Altri scritti
- Ascanio Celestini e Rodolfo Sacchettini (a cura di), Storie da legare, Firenze, Edizioni della Meridiana, 2006, ISBN 88-6007-030-9.
- Ascanio Celestini, Lotta di classe nel pomeriggio, in Giuseppe Cerasa (a cura di), Interni romani, Roma, Gruppo editoriale L'Espresso - Divisione La Repubblica, 2006.
- Ascanio Celestini, I cani tristi, in Descrizione di un luogo. 52 brevi racconti per i dieci anni di Stile Libero, Torino, Einaudi, 2006.
- Ascanio Celestini, Ferro battuto, in Giuseppe Cerasa (a cura di), Interni romani [Roma, Auditorium Parco della Musica, 26 marzo-29 aprile 2007], Milano, Electa, 2007, ISBN 978-88-370-5246-1.
- Ascanio Celestini, Un sasso che precipita, in Giuseppe Cerasa (a cura di), I colori di Roma, Roma, Editoriale l'Espresso, 2008.
- Ascanio Celestini, Saluta i morti, in Questo terribile intricato mondo. Racconti politici, Torino, Einaudi, 2008, ISBN 9788806192723.
- Ascanio Celestini, La divisa non si processa, in Angelo Mastrandrea (a cura di), Italia underground, Roma, Teti, 2009, ISBN 978-88-88249-26-1.
- Ascanio Celestini, Il botto, in Giorgio Vasta (a cura di), Anteprima nazionale : nove visioni del nostro futuro invisibile, Roma, Minimum fax, 2009, ISBN 978-88-7521-222-3.
- Ascanio Celestini, Giufà e re Salomone, illustrazioni di Maja Celija, Roma, Donzelli, 2009, ISBN 9788860363312.
- Ascanio Celestini e Andrea Camilleri, Niccioleta : Racconto, in Annalisa Gariglio (a cura di), Quanto vale un uomo, Milano, Skira, 2016, ISBN 978-88-572-2780-1.
- Ascanio Celestini, Cosa ci mettiamo in quel vuoto? : un dialogo con ALMA - Associazione Libera Marchigiana Animatori, Busto Arsizio, People, 2022, ISBN 9791259790552.

#### DVD, registrazioni audio
- Ascanio Celestini, Parole sante (DVD, film), Collettivo PrecariAtesia, Roma, Fandango libri, 2007.
- La pecora nera (DVD dello spettacolo con "La pecora nera. Il diario"). Torino, Einaudi, 2010. ISBN 9788806202699.
- Ascanio Celestini, Parole sante (DVD), Presentato al Rome Film Festival 2007, Gruppo editoriale L'espresso, 2012.
- La Freccia Azzurra di Gianni Rodari, letto da Ascanio Celestini. Roma, Emons, 2015. ISBN 9788869860355

## Discografia
- Parole sante, Radio Fandango, 2007

## Filmografia

### Attore
- Mio fratello è figlio unico, regia di Daniele Luchetti (2006)
- Questione di cuore, regia di Francesca Archibugi (2009)
- Tutti giù per aria, regia di Francesco Cordio (2009)
- Una montagna di balle, regia di Nicola Angrisano (2009)
- La pazza della porta accanto - Conversazione con Alda Merini, regia di Antonietta De Lillo (2013) (la canzone L'amore stupisce è di Ascanio)
- La pecora nera, regia di Ascanio Celestini (2010)
- Viva la sposa, regia di Ascanio Celestini (2015)
- Achille Tarallo, regia di Antonio Capuano (2018)
- Il paese interiore, regia di Luca Calvetta (2021)(voce narrante)
- Il mare nascosto, regia di Luca Calvetta (2024)

### Regista e sceneggiatore
- Senza paura - documentario (2004)
- Parole sante - documentario (2007)
- La pecora nera (2010)
- Viva la sposa (2015)

## Premi e riconoscimenti
- 2002
  - Premio Ubu speciale, "per la capacità di cantare attraverso la cronaca la storia di oggi come mito e viceversa"[93]
  - Premio dell’Associazione Nazionale dei Critici di Teatro[94]
- 2004
  - Premio Gassman miglior giovane talento[95]
  - Premio Fescennino d'oro[7]
  - Premio Vittorio Mezzogiorno[96]
  - Premio Oddone Cappelino per il testo Le Nozze di Antigone[7]
  - Premio Hystrio alla Drammaturgia[97]
- 2005
  - Premio Fiesole Narrativa Under 40 per Storie di uno scemo di guerra[98]
  - Premio Bagutta (2005)[99]
  - Premio Ubu per lo spettacolo Scemo di guerra (nuovo testo italiano)[7]
- 2006
  - Premio Flaiano sezione teatro[100]
  - Premio Città del Diario, assegnato dall'Archivio Diaristico Nazionale[101]
- 2009
  - Premio Volponi per il libro Lotta di classe[102]
- 2010
  - Sulmonacinema Film Festival: migliore interpretazione maschile con il film La pecora nera[103]
  - Candidatura alla 67ª Mostra Internazionale d'Arte Cinematografica di Venezia[49]
  - Premio Fondazione Mimmo Rotella per il film La pecora nera[104]
  - Premio Speciale della Giuria assegnato dall'Annecy cinéma italien per il film La pecora nera
- 2011
  - Candidatura al premio come Miglior Regista Esordiente al Nastro d'argento 2011, con il film La pecora nera
  - Ciak d'oro 2011 come miglior opera prima con il film La pecora nera.[105]
  - Bobbio Film Festival: Premio Gobbo d'oro al Miglior Film, con il film La pecora nera
  - Premio speciale della Giuria del Premio Dessì[106]
- 2013
  - Premio Stefano Chiarini "per il suo impegno, attraverso il teatro e interventi televisivi, a rompere il muro ipocrita del "politicamente corretto" che colpisce gli strati più deboli delle popolazioni, e per il suo sostegno ai valori dell'antifascismo e della Resistenza".[107]
- 2014
  - Premio Vittorio De Sica, con la motivazione "Artista poliedrico dalle molte esperienze professionali specialmente in teatro. Sempre dominandole con grande fervore sia come drammaturgo, sia come attore, sia come regista", consegnato da Gian Luigi Rondi[108]

### Altre letture
- Beatrice Barbalato, Il pensiero nomade di Ascanio Celestini, in Orazio Maria Valastro (a cura di), Immaginari del patrimonio culturale immateriale, Canterano, Aracne, 2019,  pp. 125-149, ISBN 978-88-255-2103-0.
- (FR) Beatrice Barbalato (a cura di), Le carnaval verbal d'Ascanio Celestini : traduire le théatre de narration?, Bruxelles, Peter Lang, 2011, ISBN 9789052017341.
- Gabriele Benelli, Ascanio Celestini. Istituzione e individuo nel teatro, prefazione di Roberto Trovato, Roma, Aracne, 2010, ISBN 978-88-548-3760-7.
- Ascanio Celestini e Alessio Lega, Incrocio di sguardi: conversazione su matti, precari, anarchici e altre pecore nere, Milano, Elèuthera, 2012, ISBN 978-88-96904-15-2.
- Andrea Porcheddu (a cura di), L'invenzione della memoria: il teatro di Ascanio Celestini, Pozzuolo del Friuli, Il Principe Costante, 2005, ISBN 88-89645-00-8.
- Simone Soriani (a cura di), Cicoria: del teatro di Ascanio Celestini e di Gaetano Ventriglia; con il testo dello spettacolo Cicoria. In fondo al mondo, Pasolini di Ascanio Celestini e Gaetano Ventriglia, Corazzano, Titivillus, 2006, ISBN 88-7218-142-9.